# كولين بيلينغر
كولين بيلينغر (بالإنجليزية: Colin Pillinger)‏ (و. 1943 – 2014 م) هو عالم فلك، وكيميائي، وأستاذ جامعي من المملكة المتحدة. ولد في بريستول. كان عضوًا في الجمعية الملكية، والاتحاد الفلكي الدولي، والجمعية الجغرافية الملكية.
توفي في كامبريدج، عن عمر يناهز 71 عاماً.

## التعليم
تخرج بدرجة البكالوريوس والدكتوراه في الكيمياء من جامعة سوانسي.

## مناصب وهيئات
أدار الجامعة المفتوحة.

## جوائز
حصل على جوائز منها:
- Aston Medal [الإنجليزية]‏ (2003)
- قائد وسام الامبراطورية البريطانية
- زميل في الجمعية الملكية.

## وصلات خارجية
- كولين بيلينغر على موقع IMDb (الإنجليزية)

كولين بيلينغر في قاعدة بيانات الأفلام على الإنترنت